# Hillsboro Peak Lookout Tower and Cabin
Les Hillsboro Peak Lookout Tower and Cabin sont une tour de guet et une cabane américaines dans le comté de Sierra, au Nouveau-Mexique. Protégé au sein de la forêt nationale de Gila, l'ensemble est inscrit au Registre national des lieux historiques depuis le 28 janvier 1988.